# 정종찬
정종찬(鄭鍾贊, 1993년 11월 7일 ~ )은 1993년 11월 7일 서울특별시에서 태어난 대한민국의 기업인이다. 2016년부터 2020년까지 국회의사당 본관 요리사로 근무하였으며, 2020년 단국대학교 정보지식대학원에서 식품영양정보학과 석사과정을 마치고, 주식회사 레시핏을 창업, 경영하고 있다.

## 학력
- 2020년 단국대학교 정보지식대학원 식품영양정보학과 석사 졸업

## 경력
- 2016년 국회의사당 본관 요리사
- 2020년 (주)레시핏 경영

## 산업재산권

#### < 출원 >
- AI를 접목한 요식업 POS 데이터 수집 및 분류 시스템 (10-2020-0102088)
- AI 기반 주방 행동 분석형 위생 관리 시스템 (10-2020-0174783)
- 인공지능을 이용한 맞춤화된 식단 제공방법 (10-2020-0054359)
- 1-2020-028696-7
- 1-2019-052698-2